# Karl Schuberth

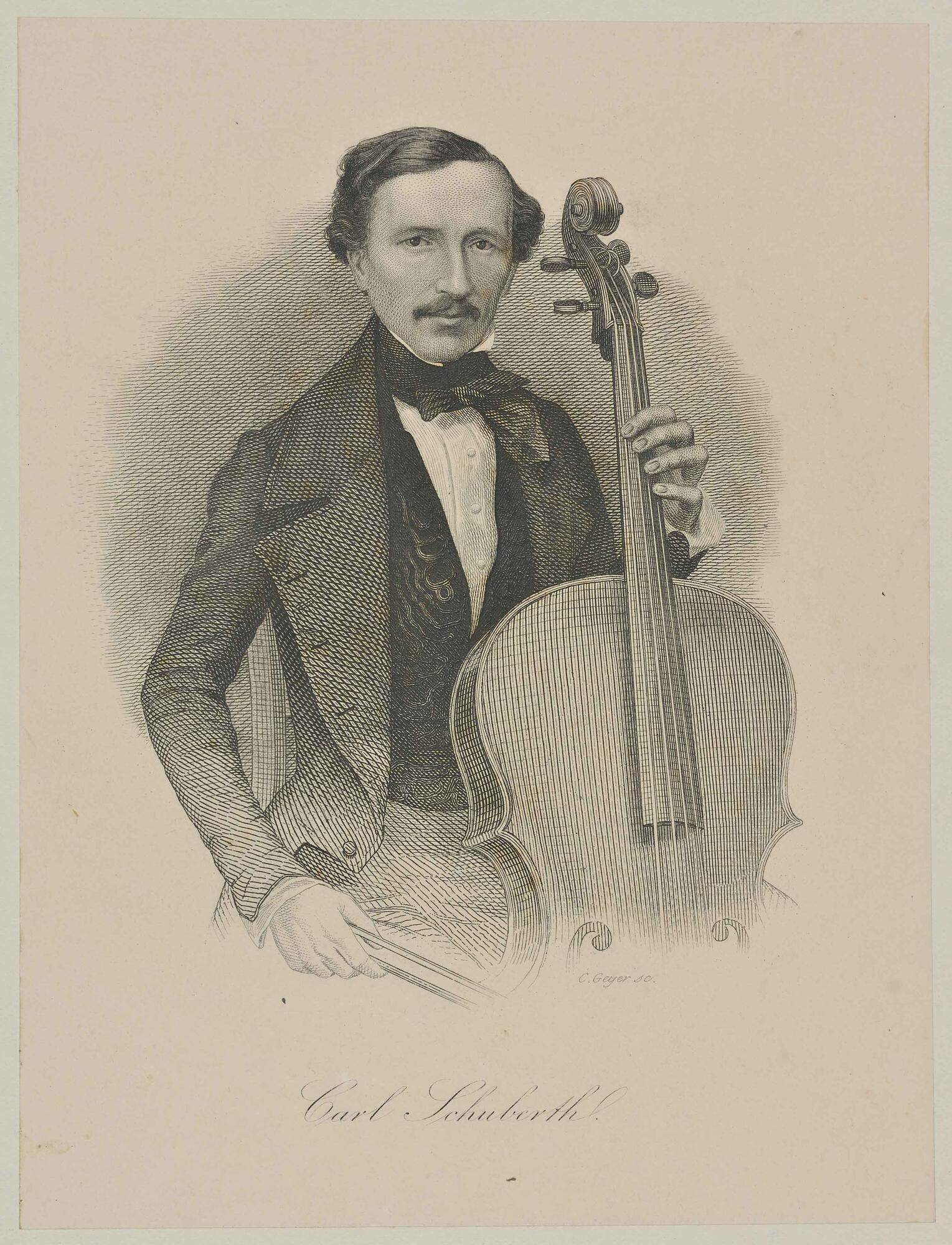
Karl Schuberth

Karl Schuberth (auch Carl Schuberth, * 25. Februar 1811 in Magdeburg; † 22. Juli 1863 in Zürich) war ein deutscher Violoncellist, Komponist und Musikpädagoge. Karl Schuberth war der zweite Sohn des Instrumentalisten Gottlob Schuberth.

## Leben und Werk
Karl Schuberth erhielt seinen ersten Musikunterricht von seinem Vater am Klavier. Cellounterricht erhielt er von L. Hesse und Friedrich Dotzauer. Er wirkte zunächst am Stadttheater in Magdeburg. 1833 unternahm er größere Konzertreisen nach Hamburg, an den Rhein, in die Niederlande, nach Belgien, nach Paris und London. In London „rivalisierte er glücklich“ mit Johann Georg Knoop und Adrien-François Servais. Er schloss seine Konzerttournee in St. Petersburg ab. Dort erhielt er Engagements als Musikdirektor an der Universität, als Dirigent der Hofkapelle und als Musikinspektor der Hoftheaterlehranstalt. Er wirkte in diesen Stellungen über 20 Jahre.
Karl Schuberth schrieb zwei Cellokonzerte, die Cellosonate op 43, eine Anzahl Phantasien und Variationen für Violoncello und Orchester sowie Kammermusik.